# Speusippos
Speusippos, död 339 f.Kr., var en antik grekisk filosof.
Han var systerson till Platon och efterträdde denne som lärare i Akademeia i Aten (347–339 f.Kr.), och blev således den förste representanten för den så kallade nya akademien. Han verkar ännu mer än Platon under dennes sista tid ha närmat sig pythagoreismen och identifierat idéerna med talen. Han sägs inte ha erkänt det goda som alltings grund, utan som ändamålet för de andliga väsendenas utveckling. Han bedrev även biologiska studier, vars resultat han lade fram i ett större verk om likheter.
Hans efterlämnade skrifter ska genom inköp ha övergått i Aristoteles ägo. Till vår tid är inget bevarat av dem annat än ett elegiskt distikon innehållande en apoteos av Platon.